# Polhillia connatum
Polhillia connatum är en ärtväxtart som först beskrevs av William Henry Harvey, och fick sitt nu gällande namn av Charles Howard Stirton. Polhillia connatum ingår i släktet Polhillia och familjen ärtväxter. Inga underarter finns listade i Catalogue of Life.